# Homoeoschiza flavescens
Homoeoschiza flavescens är en skalbaggsart som beskrevs av Brenske 1897. Homoeoschiza flavescens ingår i släktet Homoeoschiza och familjen Melolonthidae. Inga underarter finns listade i Catalogue of Life.